# Cephalothrips hesperus
Cephalothrips hesperus är en insektsart som beskrevs av Ian A. Hood 1941. Cephalothrips hesperus ingår i släktet Cephalothrips och familjen rörtripsar. Inga underarter finns listade i Catalogue of Life.